# Naoki Kase
Naoki Kase (japanisch 加瀬 直輝 Kase Naoki; * 7. Juni 2000 in der Präfektur Chiba) ist ein japanischer Fußballspieler.

## Karriere
Naoki Kase erlernte das Fußballspielen in der Schulmannschaft der Shoshi High School sowie in der Universitätsmannschaft der Ryūtsū-Keizai-Universität. Seinen ersten Vertrag unterschrieb er am 1. Februar 2023 beim Iwaki FC. Der Verein aus Iwaki, einer Stadt in der Präfektur Fukushima, spielt in der zweiten japanischen Liga. Sein Zweitligadebüt gab Naoki Kase am 5. März 2023 (3. Spieltag) im Heimspiel gegen den Renofa Yamaguchi FC. Bei der 0:1-Heimniederlage wurde er in der 90. Minute für Reo Sugiyama eingewechselt.